# مارسيلو هنريكي
مارسيلو هنريكي هو لاعب كرة قدم برازيلي في مركز الهجوم، ولد في 1 نوفمبر 1969 في ريو دي جانيرو في البرازيل. لعب مع نادي ماكاي.